# Ralf Dose
Ralf Dose (geboren 1950 in Lübeck) ist ein deutscher Erziehungswissenschaftler und LGBT-Aktivist.

## Leben und Werk
Dose studierte Publizistik, Philosophie, Erziehungswissenschaften und Psychologie sowohl in Göttingen als auch an der FU Berlin und schloss 1979 mit dem Magister Artium ab.
Anschließend wirkte Dose als studentischer Mitarbeiter im Erziehungswissenschaftlichen Institut an der FU Berlin sowie in der Arbeitsstelle Hochschuldidaktische Fortbildung und Beratung. Schließlich erledigte er auch Sekretariatsarbeiten und war Technischer Assistent in der Kleinstkindpädagogik. Später war Dose Lehrbeauftragter für Sexualpädagogik an den Universitäten Berlin und Hannover.
Seit 1972 engagierte Dose sich in der Westberliner Schwulenbewegung. Neben Hans-Günter Klein und Manfred Herzer war er einer der Mitbegründer der Magnus-Hirschfeld-Gesellschaft. Er ist seit 1982 ehrenamtlich oder hauptamtlich für die Gesellschaft bzw. die Forschungsstelle zur Geschichte der Sexualwissenschaft aktiv.
Zu Doses Arbeitsschwerpunkten gehört die Erforschung der Geschichte des Instituts für Sexualwissenschaft, die Recherche zu den Biografien der Mitarbeiter, die Organisationsgeschichte der Sexualreformbewegung.
Dose hat zur Homosexuellenbewegung, zur Geschichte der Sexualwissenschaft und der Sexualreform zahlreiche Publikationen vorgelegt.

## Veröffentlichungen (Auswahl)
- Dorothea Assig, Michael Baurmann, R. Dose, Horst Kirchmeier, Eckehard Kunz: Sexualität ist mehr. Eine Unterrichtsreihe zum Thema Sexualität. Wuppertal: Jugenddienst 1976. 2. Aufl. 1979; Lizenzausgabe pädagogische arbeitsstelle Dortmund 1977 (=Unterrichtseinheiten. Arbeitshefte für die Jugendbildungsarbeit, Heft 7)
- Angebote der Arbeitsstelle hochschuldidaktische Fortbildung und Beratung. Tonbildschau; FU Berlin SS 1979
- Video-Aufzeichnungen in der praxisintegrierenden Lehrerausbildung. Berlin (West): Volker Spieß 1980 (zugleich Magisterarbeit FU Berlin)
- Soziales Lernen im naturwissenschaftlichen Unterricht. Video-Unterrichtsdokumentation für die Gemeinnützige Gesellschaft Gesamtschule. Berlin (West) 1981
- Manfred Baumgardt, R. Dose, Manfred Herzer, Hans-Günter Klein: Magnus Hirschfeld – Leben und Werk. Ausstellungskatalog. Berlin (West): Verlag rosa Winkel 1985. 2., erw. Aufl. Hamburg: von Bockel 1992
- R. Dose, Gesa Lindemann, Annette Wenzel (Red.): Für ein neues Berliner Institut für Sexualwissenschaft. Eine Denkschrift, hrsg. von der Magnus-Hirschfeld-Gesellschaft. Berlin (West): edition sigma 1987
- Die Durchsetzung der chemisch-hormonalen Kontrazeption in der Bundesrepublik Deutschland. Wissenschaftszentrum Berlin für Sozialforschung 1989 (P 89-204) (= Veröffentlichungsreihe der Forschungsgruppe Gesundheitsrisiken und Präventionspolitik)
- Magnus Hirschfeld als Arzt. In: Ulrich Gooßb, Herbert Geschwind (Hrsg.): Homosexualität und Gesundheit. Berlin 1989, S. 75–98.
- Nachlaßverzeichnis Iwan Bloch/Robert Bloch. Berlin: Magnus Hirschfeld-Gesellschaft 1993
- Mit Rainer Herrn: Das Institut für Sexualwissenschaft in Berlin 1919–1933. Eine Dokumentation. (i. V.)
- Mit Raimund Wolfert: "Der Schlag hat auch ihn hart getroffen". Felix Abraham (1901–1937). In: Lambda-Nachrichten 2016 (Jg. 38), Nr. 167, S. 33–35.
- Ein unwillkommenes Geschenk – Dr. Hans Holbein und die Holbein-Stiftung. In: Mitteilungen der Magnus-Hirschfeld-Gesellschaft (2016) 55/56, S. 11–30
- Mit Raimund Wolfert: Kurzbiografie Felix Abraham (1901–1937). Auf: http://www.stolpersteine-berlin.de/biografie/8009
- "Es gab doch für ihn ein sogenanntes bürgerliches Leben schon sehr lange nicht mehr." Dr. med. Felix Abraham – Fragmente eines Lebens. In: Mitteilungen der Magnus-Hirschfeld-Gesellschaft (2016) 54, S. 9–23
- Mit Raimund Wolfert: Friedhofsplan Weißensee: Auf den Spuren Magnus Hirschfelds [Faltplan]. Berlin: Magnus-Hirschfeld-Gesellschaft 2017
- Ralf Dose, Hans Bergemann, Marita Keilson-Lauritz (Hrsg.): Magnus Hirschfelds Exil-Gästebuch 1933-1935. Hentrich & Hentrich Verlag, Berlin Leipzig, 2019, ISBN 978-3-95565-338-5.